# Interpolacja (paleografia)
Interpolacja – w paleografii, wstawienie do istniejącego tekstu fragmentów (słów lub zdań), które oryginalnie się w tym tekście nie znajdowały. Może ona powstać w wyniku błędu kopisty lub drukarza albo być wynikiem kontaminacji.
Za przykład może posłużyć zarówno praktyka autorów Digestów 533 r. (część Kodyfikacji Justyniańskiej), którzy dostosowywali w ten sposób dzieła jurystów klasycznych do ówczesnych potrzeb, jak i Comma Johanneum.